# 南亚历史
南亚历史在某种程度上可以认为是印度次大陆历史或印度历史，它包括：
- 印度历史
  - 印度共和国歷史
    - 阿萨姆历史
    - 孟加拉历史
    - 奥里萨历史
    - 旁遮普历史
    - 南印度历史

  - 巴基斯坦历史
    - 西巴基斯坦历史
    - 旁遮普历史
    - 信德历史

  - 孟加拉国历史
    - 孟加拉历史
    - 西孟加拉历史
    - 东巴基斯坦历史

  - 不丹历史
  - 马尔代夫历史
  - 尼泊尔历史
  - 斯里兰卡历史
  - 阿富汗历史
  - 伊朗历史
  - 缅甸历史